# John Palmer Parker
Pour les articles homonymes, voir John Palmer et Palmer.
John Palmer Parker, né le 1er mai 1790 à Newton dans le Massachusetts et mort le 20 août 1868 sur l'île d'Oahu dans l'archipel d'Hawaï, est le fondateur du ranch Parker sur l'île d'Hawaï.
Il est le fils de Samuel Parker (1742-1822) et d'Ann Palmer Parker (1753-1841). Il arrive sur l'île en 1809 après avoir sauté d'un bateau et se lie progressivement d'amitié avec le roi Kamehameha Ier. Lors du déclenchement de la guerre anglo-américaine de 1812, il quitte Hawaï pour se rendre en Chine, jusqu'en 1815. Il en revient avec un mousquet et devient le premier homme autorisé à abattre les ongulés qui causent d'importants dommage sur l'écosystème. En 1816, il se marie avec Kipikane, la fille d'un important chef local et descendante du roi, qui se fait baptiser Rachel. Elle lui donne une fille en 1819 et deux fils en 1827 et 1829. La famille s'installe d'abord dans une petite ferme du district de Kohala. En 1835, John Palmer Parker est embauché comme marchand de gibier près de l'actuelle ville de Waimea. Après l'attribution de nouvelles terres entre 1845 et 1851, il établit le ranch Parker sur le versant septentrional du Mauna Kea, lequel est toujours en activité au début du XXIe siècle. Son fils cadet meurt en 1855, puis sa femme. Il se remarie avec Leiakaula mais sa santé commence à vaciller en 1867. Après son décès, son corps est ramené dans le cimetière familial, sur l'île.